# Jürgen Barth (Radsportler)
Jürgen Barth (* 12. Mai 1943 in Berlin; † 17. Januar 2011 in Raubling) war ein deutscher Bahnradsportler.
Zum Radsport kam er über eine Anfängerwettbewerb in Berlin, den er gewann und für den er als Preis eine Reise zur Weltmeisterschaft erhielt. Er gewann seine ersten Meistertitel 1961, als er deutscher Meister der Jugend im Straßenfahren und im Sprint auf der Bahn wurde. Jürgen Barth war einer der erfolgreichsten deutschen Amateur-Bahnradfahrer Ende der 1960er und Anfang der 1970er Jahre. Seine Spezialdisziplinen war der Sprint und das Tandemrennen. Sein größter Erfolg war der erste Platz bei den UCI-Bahn-Weltmeisterschaften 1970 in Leicester im Tandemrennen, gemeinsam mit Rainer Müller. 1969 und 1971 errang das Duo vom RC Charlottenburg zudem den Titel von Vize-Weltmeistern.
1969 belegte Barth beim renommierten Grand Prix de Paris den dritten Platz bei den Amateuren. 1970 gewann er den Großen Preis von Berlin. Neunmal wurde er Deutscher Meister im Sprint und im Tandemrennen, zahlreiche weitere Male stand er auf dem Podium.
1968 startete er bei den Olympischen Spielen in Mexiko im Sprint, vier Jahre später bei den Spielen in München mit seinem Clubkameraden Müller im Tandemrennen, jedoch ohne Medaillenerfolg.
1970 wurden Jürgen Barth und Rainer Müller mit dem Goldenen Band der Sportpresse ausgezeichnet.

## Familiäres
Barths Sohn Robert war ebenfalls Bahnradsportler. Vater und Sohn errangen gemeinsam auf dem Tandem die Bronzemedaille bei den Deutschen Meisterschaften 1983.